# Atlantongo
Atlantongo är en ort i Mexiko.   Den ligger i kommunen Pahuatlán och delstaten Puebla, i den sydöstra delen av landet, 140 km nordost om huvudstaden Mexico City. Atlantongo ligger 1 094 meter över havet och antalet invånare är 906.
Terrängen runt Atlantongo är bergig åt nordväst, men åt sydost är den kuperad. Runt Atlantongo är det ganska tätbefolkat, med 80 invånare per kvadratkilometer. Närmaste större samhälle är Huauchinango, 12,1 km sydost om Atlantongo. I omgivningarna runt Atlantongo växer i huvudsak städsegrön lövskog.